# Pseudagrion glaucoideum
Pseudagrion glaucoideum – gatunek ważki z rodziny łątkowatych (Coenagrionidae).